# Juwan Howard
Juwan Antonio Howard (ur. 7 lutego 1973 w Chicago) – amerykański koszykarz, występujący na pozycji silnego skrzydłowego, mistrz NBA z 2012, po zakończeniu kariery zawodniczej – trener koszykarski, obecnie trener drużyny akademickiej Michigan Wolverines.
W 1991 wystąpił w meczu gwiazd amerykańskich szkół średnich - McDonald’s All-American.
Został wybrany z 5 numerem w drafcie 1994 przez Washington Bullets. Brał udział w NBA All-Star Game w 1996.
W 2013 został asystentem trenera Erika Spoelstry.

## Osiągnięcia
NCAA
- Zaliczony do składu:
  - II składu All-American (1994 przez NABC)
  - III składu All-American (1994 przez Associated Press)

NBA
- 2-krotny mistrz NBA (2012, 2013)[4]
- Wicemistrz NBA (2011)[4]
- Uczestnik meczu gwiazd NBA (1996)[5]
- Zaliczony do:
  - II składu debiutantów NBA (1995)[6]
  - III składu NBA (1996)[7]
- Zawodnik miesiąca NBA (kwiecień 1996)[8]
- Debiutant miesiąca NBA (luty 1995)[9]

Trenerskie
- Wicemistrz NBA jako asystent trenera (2014)[4]
- Trener roku:
  - NCAA według Associated Press (2021)[10]
  - konferencji Big 10 (2021)